# Juge et Hors-la-loi
Pour plus de détails, voir Fiche technique et Distribution.
Juge et Hors-la-loi (The Life and Times of Judge Roy Bean) est un film américain réalisé par John Huston, sorti en 1972.

## Synopsis
Le film raconte de façon humoristique l'histoire du légendaire juge Roy Bean. Il est d'abord un hors-la-loi qui franchit la rivière Pecos, au sud du Texas, où la loi n'existe pas encore. Il aboutit dans un saloon faisant également office de bordel où les occupants décident de le dépouiller de son argent avant de le laisser pour mort dans le désert. Aidé par Maria-Elena, une jeune habitante de l'endroit, il revient se venger et tue tous les habitants du bar où on l'a agressé. Il décide alors de devenir le symbole de la loi dans cette contrée perdue en prenant appui sur un vieux Code de loi trouvé dans le bâtiment qu'il interprète à sa manière. Il devient le juge, protecteur des habitants de ce patelin qu'il nomme bientôt Langtry.
Il commence par embaucher comme shérifs adjoints les membres du gang Jackson, une bande de criminels ratés, puis embellit le saloon qu'il renomme Le Lys de Jersey, surnom donné à la chanteuse Lillie Langtry, dont il est un grand admirateur. Le village reçoit la visite de desperados célèbres (Bad Bob, Billy The Kid), ainsi que du montagnard Grizzly Adams qui abandonne son ours au juge.
Lorsqu'il part en voyage assister à un concert de Lillie Langtry, il ne peut entrer dans le théâtre et il se fait arnaquer et dérober tout son argent. À son retour à Langtry, Maria-Elena, enceinte de lui, meurt des suites de l'accouchement de sa fille. Un avocat, Frank Gass, a profité de son absence pour se faire élire maire et imposer sa volonté au village. Écœuré, Roy Bean s'en va, laissant sa fille Rose se faire élever par Tector, le barman du Lys de Jersey.
Vingt ans plus tard, Langtry est devenue une ville pétrolière où les derricks poussent comme des champignons. Frank Gass, devenu propriétaire de la compagnie pétrolière, veut s'approprier le saloon afin de pouvoir forer en dessous, mais Rose Bean, la fille de Roy, refuse de le lui vendre. Elle reçoit une aide inattendue, son père étant revenu après vingt ans d'absence pour se venger. Lorsqu'il repart, toute la ville a flambé. Seul Le Lys de Jersey est resté intact. Celui-ci, peu de temps après la mort du juge, reçoit finalement la visite de Lillie Langtry.

## Fiche technique
- Titre original : The Life and Times of Judge Roy Bean
- Titre : Juge et Hors-la-loi
- Réalisation : John Huston
- Scénario : John Milius d'après un livre de C.L. Sonnichsen
- Production : Frank Caffey producteur associé, John Foreman et Paul Newman producteur exécutif (non crédité)
- Société de production : First Artists Production
- Photographie : Richard Moore
- Montage : Hugh S. Fowler
- Musique : Maurice Jarre
- Direction artistique : Tambi Larsen
- Décors : Robert R. Benton
- Costumes : Edith Head, Yvonne Wood (femmes) et Jim Linn (hommes)
- Repérage des extérieurs : Jack N. Young
- Pays de production : États-Unis
- Format : Couleur (Technicolor) - 35 mm - 1,85:1 - Son : mono
- Genre : Western
- Durée : 120 minutes
- Dates de sortie :
  - États-Unis : 18 décembre 1972
  - France : 13 septembre 1973

## Distribution
- Paul Newman (VF : Marc Cassot) : le juge Roy Bean
- Jacqueline Bisset : Rose Bean, sa fille
- Ava Gardner (VF : Nadine Alari) : Lillie Langtry
- Victoria Principal (VF : Évelyn Séléna) : Maria Elena
- Anthony Perkins : le révérend La Salle
- Roddy McDowall (VF : Michel Roux) : Frank Gass
- Stacy Keach (VF : Francis Lax) : Bad Bob
- Billy Pearson (VF : Georges Riquier) : Billy, le chef de gare
- Ned Beatty (VF : William Sabatier) : Tector Crites
- Bill McKinney (VF : Jacques Deschamps) : Fermel Parlee
- Richard Farnsworth : un hors-la-loi
- Jim Burk (VF : Jacques Balutin) : Bart Jackson
- John Huston (VF : Claude Bertrand) : Grizzly Adams
- Tab Hunter : Sam Dodd
- Michael Sarrazin : le mari de Rose
- Steve Kanaly (VF : Jacques Thébault) : Lucky Jim
- Anthony Zerbe (VF : Albert Augier) : l'arnaqueur
- Jack Colvin (VF : Raoul Curet) : Pimp, le proxénète
- Howard Morton (VF : Bernard Musson) : le photographe
- Don Starr (VF : Gérard Férat) : le directeur de l'Opera House

## Autour du film
- Une partie du film a été tournée à Langtry où a longtemps vécu le véritable Roy Bean.
- Bien qu'il soit censé être biographique, le film ne comprend que trois personnages ayant réellement existé: Roy Bean, Lillie Langtry et Grizzly Adams.
- Il n'y a jamais eu d'exploitation pétrolière à Langtry.
- Le film a été en nomination pour l'Oscar de la meilleure musique de film en 1973.
- Steve Kanaly et Victoria Principal ont commencé leur carrière cinématographique avec ce film. Quelques années plus tard, ils sont devenus deux des vedettes de la série télévisée Dallas.
- Le juge Roy Bean (1823-1902) est bien connu des lecteurs de Lucky Luke. Walter Brennan l'incarna également dans Le Cavalier du désert de William Wyler (1940), ainsi que Pierre Perret dans Le Juge de Jean Girault, adaptation de l'album de Lucky Luke.
- Le prénom de Lillie Langtry est ainsi orthographié sur les affiches du bar, alors qu’au générique du début il est écrit Ava Gardner as Lily Langtry allusion à son surnom de lys (Lily en Anglais) de Jersey. Sous la toiture à l’avant de la façade du bar est écrit The Jersey Lilly , Lilly au lieu de Lily. Cette faute d’orthographe est conforme aux photos d’époque du saloon[1],[2]  . Jersey Lilly peut aussi s'interpréter comme Lilly de Jersey .Au bar une des affiches a un l fantaisie ressemblant à un b .On croit y lire  Bibbie (ou Billie) Bangtry . Dans Langtry devenue pétrolière, au bar, Rose Bean et la femme de Frank Gass ,se tiennent près des affiches. Elles font penser à la vraie Lillie Langtry avec ses chapeaux excentriques.